# 诺贝特·奥齐梅克
诺贝特·奥齐梅克（波蘭語：Norbert Ozimek，1945年1月24日—），波兰男子举重运动员。他曾代表波兰参加1968年和1972年夏季奥林匹克运动会举重比赛，获得一枚银牌和一枚铜牌。